# Ducado da Carníola
```
   |-
       |
Erro:
:  
valor não especificado para "
nome_comum
"

   |-
       | 
Erro:
:  
valor não especificado para "
continente
"
```

O Ducado da Carniola (em esloveno:  Vojvodina Kranjska, em alemão:  Herzogtum Krain, em húngaro:  Krajna) foi uma propriedade imperial do Sacro Império Romano-Germânico, estabelecida sob o domínio dos Habsburgos no território do antigo Marquesado da Carníola em 1364. Terra hereditária da monarquia dos Habsburgos, tornou-se terra constituinte do Império Austríaco em 1804 e parte do Reino da Ilíria até 1849. Uma terra da coroa separada desde 1849, foi incorporada aos territórios da Cisleitânia da Áustria-Hungria de 1867 até a dissolução do estado em 1918. Sua capital era Liubliana (em alemão:  Laibach).

## Geografia
As fronteiras da região histórica da Carníola variaram ao longo dos séculos. Desde a época da fundação do ducado, estava localizado na periferia sudeste do Sacro Império Romano, onde as montanhas Gorjanci e o rio Kolpa formavam a fronteira com o Reino da Croácia.
No norte, fazia fronteira com o Ducado Imperial da Caríntia, desde o Passo Predil e Fusine (Fužine) ao longo da cordilheira principal da cordilheira Karawanks até Jezersko. No nordeste e no leste fazia fronteira com o Ducado da Estíria, ou seja, as atuais terras de Štajerska ou Baixa Estíria além do rio Sava, que até 1456 eram propriedade dos Condes de Celje. No oeste, os picos dos Alpes Julianos bem acima do Lago Bohinj marcavam a fronteira com a região histórica da Friuliana, inicialmente controlada pelos Patriarcas de Aquileia, mas gradualmente conquistada pela República de Veneza e incorporada ao Domini di Terraferma em 1433. No sudoeste, além dos Alpes Dináricos, os Condes de Görz detinham o restante território friuliano, que em 1754 se tornou a terra da coroa austríaca de Gorizia e Gradisca (parte do atual Litoral Esloveno). Os restos do Marquesado da Ístria ao sul do Planalto Cárstico e das Colinas Brkini também foram administrados por Carniola.
Na sua extensão final, restabelecida em 1815,  o ducado tinha uma área de 9.904 km2.  Em 1914, antes do início da Primeira Guerra Mundial, tinha uma população de pouco menos de 530 mil habitantes. 

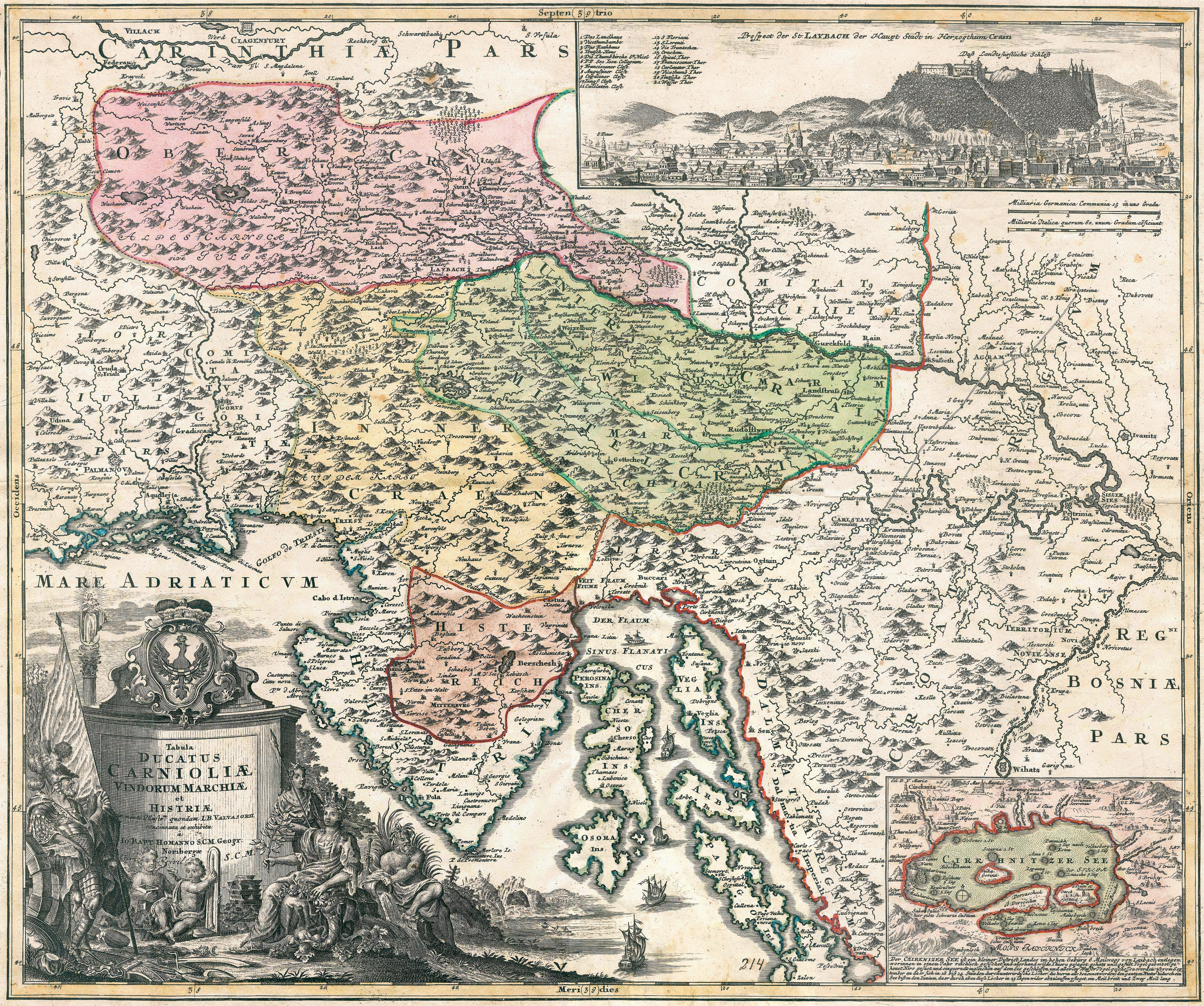
Mapa histórico do ducado da Carniola: Superior (rosa), Inferior (verde) e Interior (amarelo) com marcha adjacente da Ístria (laranja), Johann Homann, 1714

### Divisões administrativas
De acordo com a topografia The Glory of the Duchy of Carniola  escrita pelo estudioso Janez Vajkard Valvasor (1641-1693), o território era tradicionalmente dividido em três sub-regiões:
- Alta Carniola (Gorenjska), a parte montanhosa ao norte, com as cidades de Kranj e Kamnik
- Baixa Carniola (Dolenjska), no sudeste, com Novo Mesto, Kočevje (Gottschee) e Krško, incluindo Carníola Branca e o antigo Marquesado da Ventosa
- Carniola Interior (Notranjska), no sudoeste, em torno das cidades de Idrija e Postojna.

Até 1860, estas sub-regiões coincidiam com os distritos (Kreise) de Liubliana, Novo Mesto e Postojna. Posteriormente, foram divididos em unidades menores, chamadas distritos políticos (ou administrativos) (em alemão:  Bezirkshauptmannshaft, em esloveno:  okrajno glavarstvo). Entre 1861 e 1918, Carniola foi dividida em onze distritos compostos por 359 municípios (em alemão:  Ortsgemeinde, em esloveno:  občina), servindo a capital provincial como residência do governador imperial (Landeshauptmann). Os distritos eram: Kamnik, Kranj, Radovljica, o bairro de Liubliana, Logatec, Postojna, Litija, Krško, Novo Mesto, Črnomelj, e Kočevje. Os distritos políticos foram, por sua vez, divididos em 31 circuitos judiciais (em alemão:  Gerichtsbezirk, em esloveno:  sodnijski okraj).

## História e administração

Carniola e Ístria (rosa) como parte da Áustria Interior, 1379–1457 e 1564–1619

O antigo Marquesado da Carníola, ou seja, Alta Carniola e o Marquesado da Ventosa, havia sido separada do Ducado da Caríntia em 1040 pelo rei Henrique III do Sacro Império Romano-Germânico. No entanto, ainda era temporariamente mantido em união pessoal pelos governantes da Caríntia, como o duque Meinhardiner Henrique I, que morreu em 1335 sem herdeiro homem. Sua filha Margarida conseguiu manter o condado do Tirol, enquanto o imperador Luís IV de Wittelsbach passou a Caríntia e a marcha Carniolana para o duque dos Habsburgos Alberto II da Áustria, cuja mãe, Isabel da Caríntia, é irmã do falecido duque Henrique de Gorizia.
O filho de Alberto, Rodolfo IV da Áustria, "o Fundador", no decurso do seu Privilegium Maius, concedeu-se o título de "Duque de Carniola" em 1364 - embora sem o consentimento do Sacro Imperador Romano-Germânico. Rudolph também fundou a cidade de Novo Mesto na Baixa Carniola, então chamada Rudolphswerth . Após sua morte, como resultado das brigas entre seus irmãos mais novos, Alberto III e Leopoldo, Carniola pelo Tratado de Neuberg de 1379 tornou-se parte da Intra-Áustria governada a partir de Graz por Leopoldo, ancestral da linha Leopoldina dos Habsburgos. Em 1457, os territórios da Áustria Interior foram reunidos com o Arquiducado da Áustria sob o governo do imperador Habsburgo Frederico III. Quando o descendente de Frederico, o imperador Fernando I, morreu em 1564, Carniola foi separada novamente como parte da Áustria Interior sob o governo do filho de Fernando, o arquiduque Carlos II. O filho de Carlos, o imperador Fernando II, herdou todas as terras da dinastia em 1619 e o ducado passou a fazer parte da monarquia dos Habsburgos desde então.
No final do século XV, como parte da expansão dos Habsburgos para oeste, o Ducado de Carniola adquiriu muitos novos territórios: Idrija (anteriormente parte de Friuli), Duino e as partes circundantes do Planalto Cárstico, Kastav, Opatija, e as áreas interiores de Ístria, centrada em torno de Pazin. Também tinha controle nominal sobre o porto de Rijeka, que no entanto permaneceu de facto uma cidade autônoma; em 1717 foi oficialmente colocado sob domínio imperial direto e em 1776 foi transferido para a Hungria. No século XIX, estas áreas (com exceção de Idrija) foram incorporadas ao litoral austríaco, e Carniola voltou a ser uma região sem litoral.
Com o Tratado de Schönbrunn em 1809, Napoleão formou as Províncias Ilírias de curta duração a partir dos territórios anexados em Carniola, Caríntia, Croácia, Gorizia e Gradisca, e Trieste. A Ata Final do Congresso de Viena de 1815 restaurou as Províncias da Ilíria ao Império Austríaco. Carniola formava então a parte central do território do Reino austríaco da Ilíria, cuja capital também era Ljubljana, incluindo os ducados da Carniola e da Caríntia, bem como o litoral austríaco com Gorizia e Gradisca, a Marca da Ístria e a Cidade Imperial Livre de Trieste.
Após a desestabilização do Reino da Ilíria em 1849, o Ducado de Carniola foi constituído por rescrito de 20 de dezembro de 1860, e por patente imperial de 26 de fevereiro de 1861 (Patente de fevereiro), modificado pela legislação de 21 de dezembro de 1867, concedendo poder ao Landtag Carniolano. (ou Dieta Carniolana - assembleia de propriedades) para promulgar todas as leis não reservadas ao Conselho Imperial de Viena, no qual foi representado por onze delegados, dos quais dois eleitos pelos proprietários de terras, três pelas cidades, vilas, conselhos comerciais e industriais, cinco pelas comunas de aldeia e uma por uma quinta cúria por voto secreto, todos os homens devidamente registados com vinte e quatro anos de idade tinham direito de voto. A legislatura local consistia em uma única câmara de trinta e sete membros, entre os quais o príncipe-bispo tinha assento ex officio. O imperador convocou a legislatura, e ela foi presidida pelo kk Landeshauptmann (presidente da Dieta Carniolana - Landtag e sua diretoria executiva - Landesausschuss). Os interesses fundiários elegeram dez membros, as cidades e vilas oito, os conselhos comerciais e industriais dois, as comunas rurais dezesseis. A função da câmara restringia-se a legislar sobre agricultura, instituições públicas e de caridade, administração de comunas, assuntos religiosos e escolares, transporte e alojamento de soldados na guerra e durante manobras, e outros assuntos locais. O orçamento fundiário de 1901 totalizou 3.573.280 coroas (714.656 dólares).
O governo Imperial-Real austríaco foi representado pelo presidente Imperial-Real (k. k. Landespräsident ou governador), nomeado pelo imperador, e pelo Governo Imperial-Real (k. k. Landesregierung ) em Liubliana. Na maioria das outras terras da coroa austríaca, estes eram conhecidos como Tenente Imperial-Real (k. k. Statthalter) e Tenência Imperial-Real (k. k. Statthalterei).
Em 1918, o ducado deixou de existir e o seu território passou a fazer parte do recém-formado Estado dos Eslovenos, Croatas e Sérvios e posteriormente parte do Reino dos Sérvios, Croatas e Eslovenos (a partir de 1929 denominado Reino da Iugoslávia). A parte ocidental do ducado, com as cidades de Postojna, Ilirska Bistrica, Idrija, Vipava e Šturje, foi anexada à Itália em 1920, mas posteriormente também incluída na Iugoslávia em 1945, exceto a cidade de Fusine em Valromana (Weissenfels, antes de 1919), que permaneceu na Itália.

## Demografia
A grande maioria da população falava esloveno. Existia uma minoria de língua alemã entre os nobres locais e os artesãos que aqui se estabeleceram como cidadãos das principais cidades. Ilhas de língua alemã foram encontradas no condado de Gottschee da Baixa Carniolana, onde a população rural falava Gottscheerish (Granish), um dialeto do sul da Baviera, bem como ao redor das aldeias da Alta Carniolana de Zgornja Sorica (Oberzarz), Spodnja Sorica (Unterzarz) e Nemški Rovt (Deutschgereuth) na Bacia de Bohinj.
Em 1846, a população de Carniola incluía: 
- 428.000 eslovenos
- 38.000 alemães

Em 1910, a população de Carniola incluía: 
- 520.000 eslovenos
- 28.000 alemães

## Duques
- Rodolfo (1364–1365), também duque da Áustria desde 1358, seguido por seus irmãos
  - Alberto (1365-1379), juntamente com
  - Leopoldo (1365–1386), progenitor da linha leopoliana dos Habsburgos, único duque da Intra-Áustria após o Tratado de Neuberg de 1379
- Guilherme (1386–1406), filho de Leopoldo, seguido por seu irmão
  - Ernesto (1406–1424), arquiduque de 1414
- Frederico (1424-1493), filho de Ernesto, Rei dos Romanos desde 1440 e Imperador Romano-Germânico desde 1452, também Arquiduque da Áustria desde 1457
- Maximiliano I (1493–1519), filho, também arquiduque da Áustria, Sacro Imperador Romano desde 1508
- Carlos I (1519–1521), neto, também arquiduque da Áustria, imperador eleito desde 1520, seguido por seu irmão
  - Fernando I (1521–1564), também arquiduque da Áustria, rei dos romanos desde 1531, sacro imperador romano desde 1558
- Carlos II (1564–1590), filho de Fernando, arquiduque da Áustria Interior após a segunda divisão das terras dos Habsburgos
- Fernando II (1590–1637), filho, também arquiduque da Áustria e Sacro Imperador Romano desde 1619

Herdeiro de todas as linhagens dos Habsburgos em 1619. (Consulte a Lista dos governantes da Áustria para mais detalhes).